# شان ماسوانگانیی
شان ماسوانگانیی (انگلیسی: Shaun Maswanganyi؛ زادهٔ ۱ فوریهٔ ۲۰۰۱) دونده اهل آفریقای جنوبی است.
وی در مسابقات کشوری و بین‌المللی در مجموع برندهٔ ۲ مدال نقره، ۱ مدال برنز شده است.